# نهر باركو
نهر باركو Barcoo River يقع في كوينزلاند الغربية بأاستراليا, وهو يجري على المنحدرات 

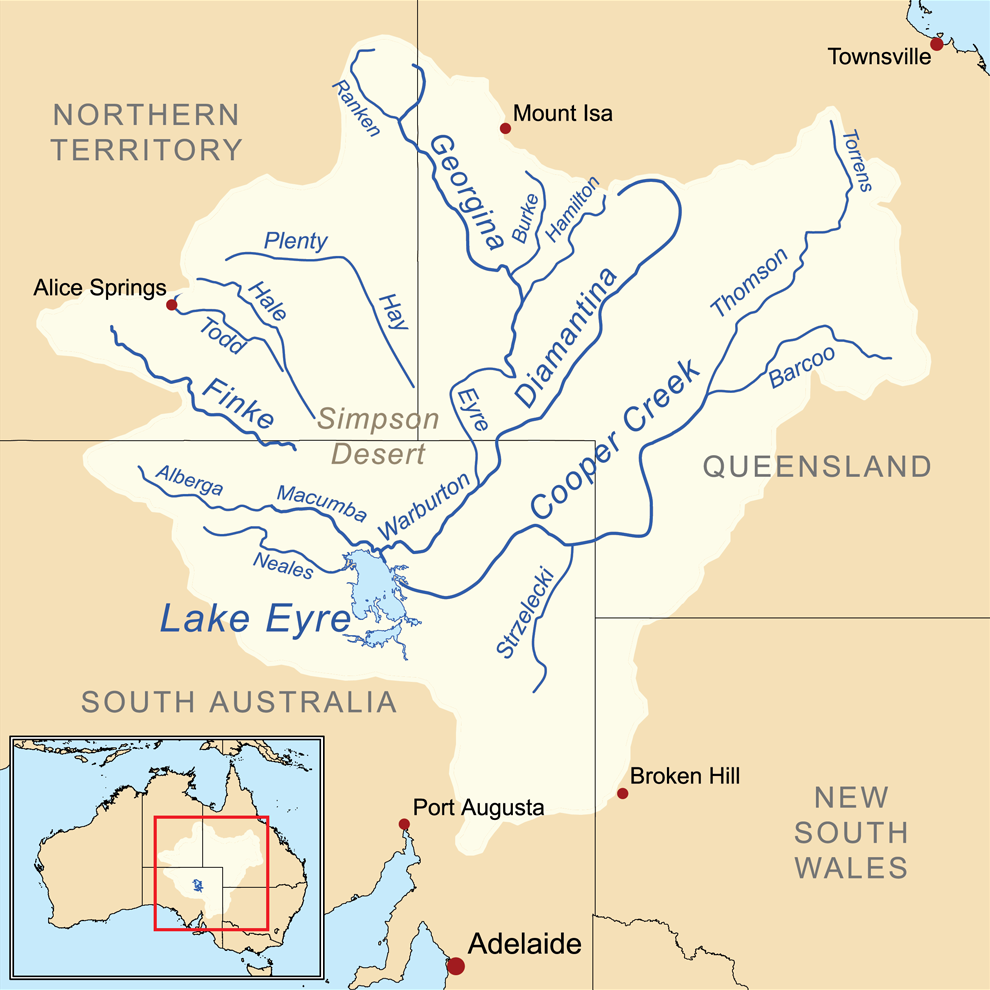
حوض إيري, نهر باركو

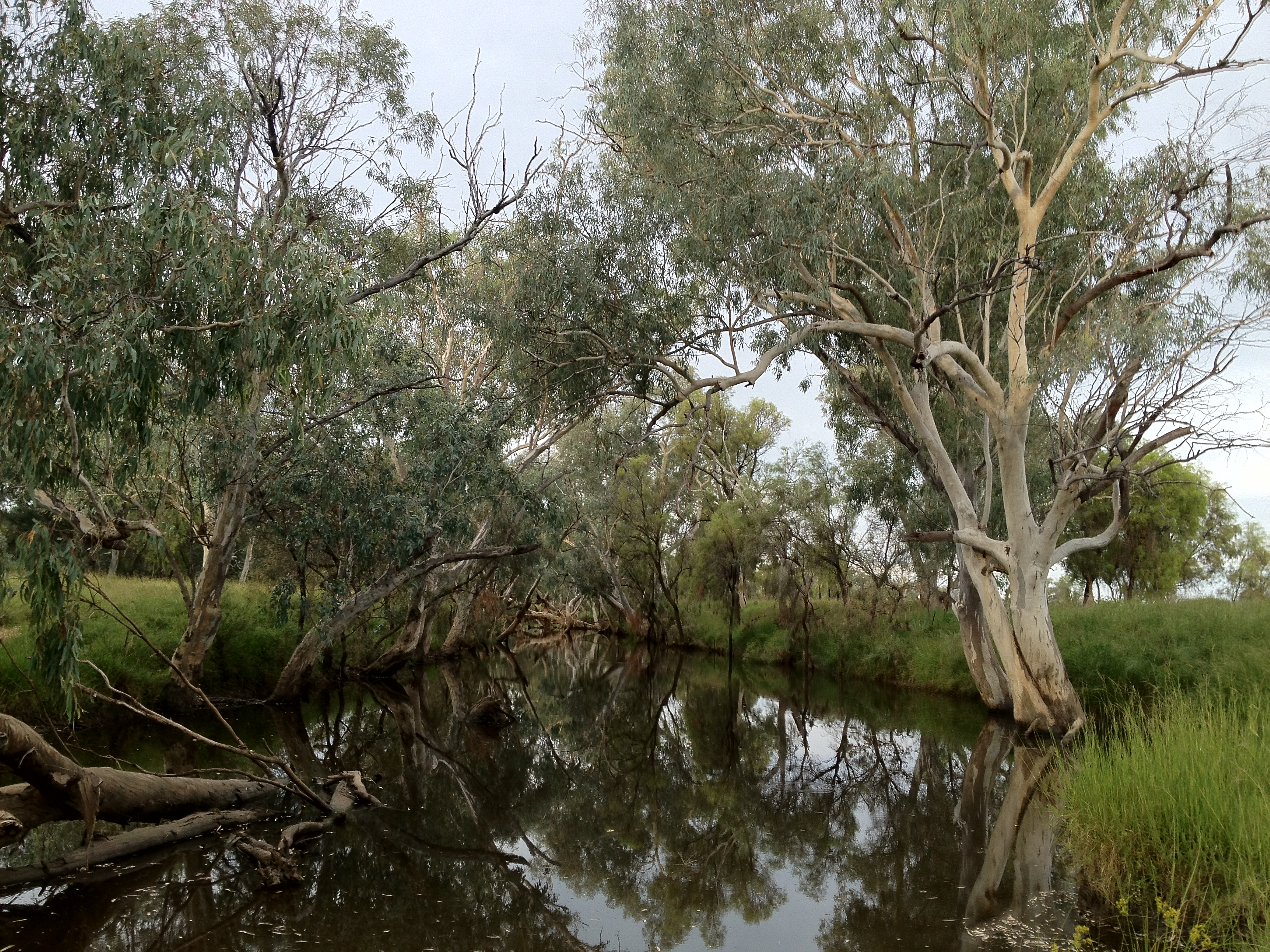
نهر باركو

الشمالية لنطاق واريغو (Warrego Range)، ثم يتوحد مع نهر طومسون لتشكيل خور كوبر (Cooper Creek)، كان أول أوروبي يرى النهر توماس ميتشل (Thomas Mitchell) في عام 1846، الذي أطلق عليه اسم جدول فيكتوريا (Victoria Stream)، ثم تم تغيير اسمه من قبل ادموند كينيدي (Edmund Kennedy) بعد معرفته باسمه المحلي من قبل السكان الأصليين، مياه النهر تدفق نحو بحيرة إيري (Lake Eyre) في وسط أستراليا، النهر يشكل الحدود بين أستراليا والمناطق النائية، روافد نهر تشمل نهر أليس (Alice River)، نهر تورينس Torrens، لاندسبورو Landsborough.

## الأمراض
يطلق النهر، أو على الأقل المنطقة، اسمه أيضًا على العديد من الأمراض التي كانت منتشرة في الماضي في المناطق النائية من أستراليا ولكنها الآن غير معروفة إلى حد كبير. أحد هذه الأمراض هو "تعفن باركو"، وهو مرض جلدي، ربما يشبه "قرحة الصحراء"، ويتميز بقرح جلدية متقشرة وتحدث بالتزامن مع الحرارة والأوساخ والصدمات البسيطة واتباع نظام غذائي يفتقر بشكل مزمن إلى الفواكه والخضروات الطازجة. والمرض الثاني هو "حمى باركو" حيث يعاني المصاب من الحمى والغثيان والقيء الذي يتفاقم عند رؤية أو شم رائحة الطعام والإمساك. وقد اختفى هذا المرض الذي كان شائعًا في المناطق النائية ذات يوم. ربما كان ذلك بسبب مياه الشرب الملوثة بسموم البكتيريا الزرقاء (الطحالب الخضراء المزرقة). وقد يفسر توفير إمدادات غذائية أكثر موثوقية ومصادر مياه أكثر أمانًا في "باركو البعيدة" سبب اختفاء هذه الأمراض الآن تقريبًا.
المصدر: مترجم Barcoo River